# Herb Jakucka
Herb Jakucka - oficjalny symbol miasta Jakuck. Został ustanowiony w 14 września 2012 r. Przedstawia w polu srebrnym orła czarnego, niosącego w szponach sobola.

## Historia
Pierwszy herb został ustanowiony 26 października 1790 i przedstawiał orła na srebrnym tle trzymającego w szponach sobola. W 1967 roku ustanowiony nowy herb, w typowej dla okresu komunistycznego manierze, naruszający podstawowe zasady heraldyki. Został zatwierdzony 24 listopada 1995. W 2012 roku ustanowiono konkurs na nowy herb i wygrał historyczny projekt, przedstawiający orła.